# جيمس غان (سياسي)
جيمس غان (بالإنجليزية: James Gunn)‏ هو محامي وسياسي أمريكي، ولد في 13 مارس 1753 في فرجينيا في الولايات المتحدة، وتوفي في 30 يوليو 1801 في لويزفيل في الولايات المتحدة. حزبياً، نشط في الحزب الفيدرالي الأمريكي. وقد انتخب عضو مجلس الشيوخ الأمريكي (4 مارس 1789 – 3 مارس 1801).